# Dipara nigrita
Dipara nigrita – gatunek błonkówki z rodziny Diparidae.
Gatunek ten opisany został po raz pierwszy w 1969 roku przez Karla-Johana Hedqvista na łamach „Entomologisk Tidskrift”. Jako lokalizację typową wskazano Mount Kabobo na terytorium Albertville w Demokratycznej Republice Konga.
Błonkówka ta jako jedyny przedstawiciel rodzaju ma całkowicie czarne głowę i mezosomę. Odnóża samic mają ciemnobrązowe biodra. U samic występuje polimorfizm skrzydłowy. U formy długoskrzydłej przednia para skrzydeł sięga ku tyłowi do siódmego tergitu gastra, zaś u formy krótkoskrzydłej do tylnej krawędzi stylika. 
Owad afrotropikalny, znany z Demokratycznej Republiki Konga i Kenii. Spotykany na rzędnych od 1594 do 1700 m n.p.m. Zasiedla ściółkę.